# میگل لوپز-سروون
میگل لوپز-سروون (انگلیسی: Miguel López-Cedrón؛ زادهٔ ۳ ژوئن ۱۹۷۸) بازیکن فوتبال اهل اسپانیا است.
از باشگاه‌هایی که در آن بازی کرده‌است می‌توان به باشگاه فوتبال نومانسیا، باشگاه فوتبال رئال اویدو، باشگاه فوتبال الچه، باشگاه فوتبال اسپورتینگ خیخون، باشگاه فوتبال ایبار، و باشگاه فوتبال لگانس اشاره کرد.